# トレイルブレイザー (アメリカ国家安全保障局)
トレイルブレイザー（英:Trailblazer）とは、アメリカ国家安全保障局（NSA）の通信傍受プログラムの１つである。開発を巡ってNSA内部で激しい対立があり内部告発が行われ、国防総省の調査で予算超過や目標未達が明らかになり中止された。

## 概要
トレイルブレイザー（先駆者）は、インターネットなどの通信ネットワーク上のデータを解析するアメリカ国家安全保障局（NSA）のプログラムで、携帯電話や電子メールなどの通信手段を使う人物を追跡しようとした 。しかしNSAには既に別の試作プログラムが存在し作動に成功していた為、無駄遣い・詐欺・濫用であるという意見があった。また国内に対する令状のない盗聴は禁止されており、法律違反・憲法違反に加担できないという思いもあった。NSA職員のJ・カーク・ウィービーやウィリアム・ビニーやエド・ルーミスは内部告発を行って、下院情報問題常設特別調査委員会のダイアン・ロークと共に国防総省監察総監室（IG）に訴えた。監察総監室はこの訴えを受理して調査を始め、2005年中盤までに調査を終えた。調査結果の大部分は秘密で、公開された報告書は激しく（90%）削除編集されていた。オリジナルの報告書は重要機密とされ、閲覧できる人は限られていたが、最終的にトレイルブレイザーの開発は中止になった。
不正の告発は連邦議会や上級官庁の監察を仰ぐという制度上認められた行為のはずだったが、国内盗聴の原則禁止政策の緩和を進めるブッシュ大統領やオバマ大統領からは白眼視された。内部告発者達は武装した連邦捜査局の捜査官達に急襲されて取り調べを受けた。政府は国防総省の報告書にサインした人はみんな起訴すると脅して、最終的にNSAの上級幹部のトーマス・アンドリュー・ドレークを追及することにした。ドレークは内部から報告を助けて、プロジェクトについて証言した人物だった。その後、ドレークは1917年に成立した大昔の1917年諜報活動取締法で告発された。ドレークの弁護士は報復だと主張し 、告発は取下げられた。ドレークはコンピューター詐欺と濫用防止法の軽度の違反と市民的不服従を認めた。市民的不服従はドレークを支援したジェスリン・ラダックの政府説明責任プロジェクトが命名したものである。

## 背景
NSAにはトレイルブレイザーより以前にシンスレッド（細い糸）という同様のプログラムがあった。これは合衆国市民が生まれ持つプライバシーを守るためのプロジェクトで費用も安かったが、NSAはシンスレッドではなくトレイルブレイザーの新規開発を選んだ。トレイルブレイザーは後にテロリスト監視プログラムやNSAの令状なしの監視の一部になった。
2002年にNSAは技術実証のたたき台の開発のために、軍需企業のサイエンス・アプリケーション・インターナショナル・コーポレーション（SAIC）社が主導する共同事業体を選定して、2億8000万ドルの契約を結んだ。このプロジェクトにはボーイング社、IT企業のコンピューター・サイエンス・コーポレーション社やブーズ・アレン・ハミルトン社などが参加していた。プロジェクトの監督者はNSAのウィリアム・B・ブラック・ジュニア専門官だった。ブラックはNSAからSAICに転職し、2000年にNSA長官のマイケル・ヘイデン将軍によってNSAに再雇用された人物だった。SAICの経営陣には元NSA長官のボビー・インマン将軍も居り、SAICはトレイルブレイザーの構想段階にも参加していた。
その後、NSAの監察総監室はトレイルブレイザーに関する報告書を作成し、「不適切な契約に基づくコストの増大、作業記述書の管理規定の非順守、請負作業員の過大な労働単価について論じた」。2004年のアメリカ国防総省の監察総監室の報告書もこのプログラムを批判した（下記参照）。報告書は「NSAは国家の安全保障の火急の必要性を無視した」とし、「トレイルブレイザーの事業遂行は乏しいのに非常に高額である」と論じた。一方、プロジェクトの契約会社の中には国防総省の監察に協力すると「経営上の仕返し」の恐れがあると心配している会社もあった。NSA長官も国防総省の監察にはいくつかの点で同意せず、報告書には不一致に関する議論が残った。
2005年、NSA長官のマイケル・ヘイデン将軍は上院の公聴会で、トレイルブレイザーは予算を数百万ドル超過し、スケジュールも数年遅れだったと述べた。2006年、数十億ドルの費用をかけた計画は打ち切られた 。雑誌ニューズウィークのホーゼンボール記者の匿名の情報源のNSA職員達は、計画は「浪費的な失敗」だったと語った。
トレイルブレイザーに代わる新しい計画はタービュランス（乱気流）と呼ばれ、2007年からはPRISMも始まった。

## 内部告発
2011年の「ザ・ニューヨーカー」の記事によると、NSA職員の幾人かが計画の初期段階でダイアン・ロークに会っていた。ロークは下院情報委員会のNSA予算の専門家だった。彼らはトレイルブレイザーに対する不平を並べた。NSA長官のマイケル・ヘイデンは部下にメモを送って「はぐれ者どもが、議会の監察官と会合をもって、我々が組織として従うと決断した事に真っ向から反対した…我々の決断に反する行動は我々のNSA改革の努力に深刻な悪影響をもたらすだろう。私は彼らを黙認できない」。
2002年9月に職員達は行動を起こし、国防総省の監察総監室にトレイルブレイザーの問題点を訴え出た。訴えた面々は前述のロークとNSAの上級分析官のウィリアム・ビニーとカーク・ウィービー、コンピューターシステム上級分析官のエド・ルーミスで、彼らは情報取得の管理不備と（報道によると）違法な国内盗聴を理由にNSAを退職していた 。告発の主な情報源はNSAの上級幹部のトーマス・アンドリュー・ドレークだった。ドレークはNSAの問題点やプライバシー保護などのシンスレッドの優位性を上司に何度も訴えていた 。ドレークは問題調査の間、国防総省に情報を提供した。ロークも下院委員会の上司のポーター・J・ゴス議員（後にCIA長官）の所に行って問題点を訴えたが、すげなく断わられた。ロークは当時の最高裁長官のウィリアム・レンキストにも連絡を取ろうとした 。一方、ドレークの上司のモーリン・バジンスキーはNSAで３番目に高位の幹部だったが、行動の合法性に心配な点があって参加しなかった。
2003年、NSAの監察総監室がトレイルブレイザーを高価な失敗だと発表した。トレイルブレイザーはその時点で10億ドル以上のコストがかかっていた。2005年、国防総省の監察総監室が2002年のローク達の訴えの調査結果に関する報告書を作成した。報告書は公開されなかったが、非常に否定的な内容だった。ニューヨーカーのメイヤー記者は、報告書は予算超過でちょうど議会から追及されていたトレイルブレイザーの打ち切りを早めたと報じた。2005年、ドレークはボルチモア・サンの取材記者のシボーン・ゴーマンに連絡した。ゴーマンはNSAの諸問題について幾つか記事を書いており、その中にはトレイルブレイザーの記事もあった。この連載記事でゴーマンは職業ジャーナリスト協会の賞を受賞した 。
ちょうどその頃、ニューヨーク・タイムズのジェームズ・ライゼン記者が、ジョージ・W・ブッシュ大統領が裁判所の許可を得ずにNSAに国内を違法に盗聴させている事実を明らかにした。アメリカには憲法修正条項に令状主義（修正第4条）があり、1970年代のウォーターゲート事件の反省から外国諜報監視法（FISA）が定められており、国内の盗聴には制限があった。またNSAは国外の通信を傍受する組織のはずだった為に大問題になった。しかしブッシュ大統領の決意は固く、外国諜報監視法を修正して盗聴制限の緩和を進めた。ブッシュ大統領はFBIにNSAの電子監視プログラムの情報をニューヨーク・タイムズに暴露した人物を捜し出すように命じた。2002年に国防総省の監察総監室に訴えでた職員達はニューヨーク・タイムズの暴露とは無関係だったが、FBIの調査は最終的に彼らに向かった。2007年、ロークとビニー、ウィービーの家を武装したFBIの捜査員達が急襲した。メイヤー記者によると、ビニーはFBIが自分と妻の頭に銃を向けたと主張している。ウィービーはソ連邦を思い出すと語った。しかし彼らは誰も何の罪でも起訴されなかった。数カ月後の2007年11月、今度はドレークの家がFBIに急襲され、コンピューターと書類が押収された。
2010年、ドレークは公務執行妨害や誤情報の提供、1917年に成立した諜報活動取締法違反などの罪で合衆国司法省により起訴された。これはバラク・オバマ大統領の内部告発や情報リーク者に対する弾圧の１つだった。政府はロークに謀議の証言をさせようとして、ドレークにも同じような要求をして司法取引を持ちかけたが、両人共にこれを拒否した。2011年6月、ドレークに対する最初の告発は取り下げられて、代わりにドレークは軽犯罪を認めた。

## 沿革
- 2001年1月 - ジョージ・W・ブッシュ大統領が就任
- 2001年9月 - アメリカ同時多発テロ事件
- 2001年10月 - アフガニスタン戦争が始まる
- 2002年 - NSAがSAIC社と開発契約を締結
- 2002年9月 - NSA職員達が国防総省の監察総監室に内部告発
- 2003年3月 - イラク戦争が始まる
- 2003年 - NSAの監察総監室が報告書を作成
- 2004年 - 国防総省の監察総監室が報告書を作成し、NSAと対立。ブッシュ大統領が再選
- 2005年 - 上院の公聴会でNSA長官が答弁。国防総省の最終報告。ドレークがボルチモア・サンにタレコミ
- 2006年11月 - 中間選挙で共和党が敗北、ラムズフェルド国防長官が辞任
- 2006年 - 計画打ち切り
- 2007年 - FBIがドレークらの家を家宅捜索
- 2009年1月 - バラク・オバマ大統領が就任
- 2010年 - 司法省がドレークを告訴
- 2011年6月 - 司法取引が成立し、ドレークの告訴を取下げ